# Roland Dantigny
Pour les articles homonymes, voir Dantigny.
Roland Dantigny, né le 9 septembre 1932 à Paris et mort le 28 décembre 1995 à Cuba, est un directeur de la photographie français. 

## Filmographie

### Cinéma
- 1967 : Le Pacha de Georges Lautner (assistant cadreur)
- 1968 : Erotissimo de Gérard Pirès
- 1970 : Biribi de Daniel Moosmann
- 1970 : Vertige pour un tueur de Jean-Pierre Desagnat
- 1971 : Mais toi, tu es Pierre de Maurice Cloche
- 1971 : La Part des lions de Jean Larriaga
- 1972 : Le Solitaire d'Alain Brunet
- 1972 : Un officier de police sans importance de Jean Larriaga
- 1973 : La Dernière Bourrée à Paris de Raoul André
- 1975 : Les Fougères bleues de Françoise Sagan
- 1979 : Ras le cœur de Daniel Colas
- 1980 : Haine de Dominique Goult
- 1981 : Family Rock de José Pinheiro
- 1981 : Les Filles de Grenoble de Joël Le Moign'
- 1985 : L'Amour ou presque de Patrice Gautier

### Télévision
- 1975 : Les Peupliers de la Prétentaine de Jean Herman
- 1986 : À nous les beaux dimanches de Robert Mazoyer
- 1988 : La Mort mystérieuse de Nina Chéreau de Dennis Berry
- 1989 : Maria Vandamme de Jacques Ertaud
- 1994 : La Règle de l'homme de Jean-Daniel Verhaeghe
- 1996 : Terre indigo de Jean Sagols